# Blăjani
Blăjani è un comune della Romania di 1 112 abitanti, ubicato nel distretto di Buzău, nella regione storica della Muntenia.
Il comune è formato dall'unione di due villaggi: Blăjani e Sorești.